# Mongoliska skriftsystem

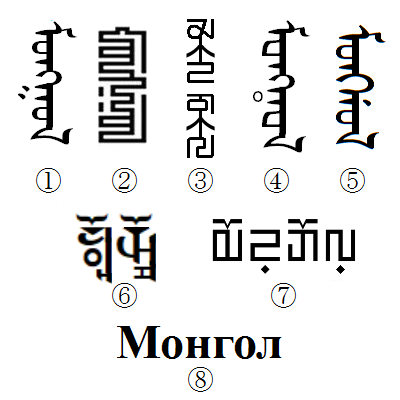
Ordet "mongol" skrivet med: 1. mongolisk skrift, 2. fyrkantig mongolisk skrift, 3. 'Phags-pa, 4. oiratisk klarskrift, 5. manchuisk skrift, 6. soyombo, 7. horisontell fyrkantskrift, 8. kyrillisk skrift

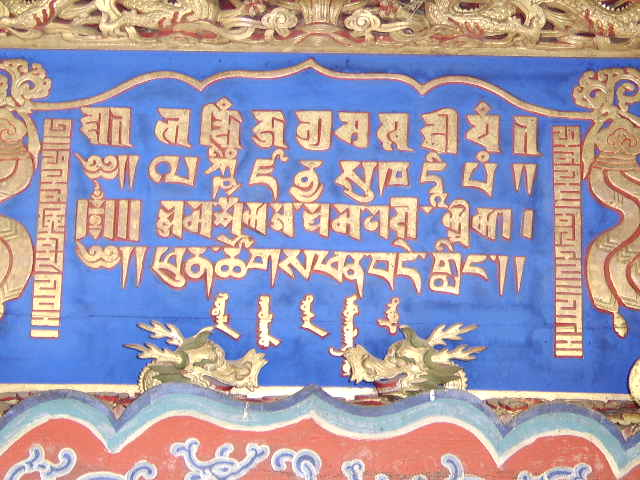
Skylt med skriftsystem som historiskt använts för att skriva olika språk i Mongoliet. Uppifrån och ner: sanskrit skrivet med lañdza och tibetansk skrift, tibetanska skrivet med soyombo och tibetansk skrift samt slutligen mongoliska skrifet med mongolisk skrift. På sidorna tibetanska skrivet med 'phags-pa.

Mongoliska skriftsystem har utvecklats under århundradenas lopp då ett antal olika skriftsystem skapats för att skriva det mongoliska språket. Det första av dem skapades på 1200-talet och byggde på den uiguriska skriften. Denna skrift, som kort och gott kallas mongolisk skrift, har varit det dominerande skriftsystemet under större delen av den mongoliska historien och används än idag i Inre Mongoliet i Kina. Med tiden kom flera varianter att uppstå, antingen för att lösa upplevda brister eller göra det möjligt att skriva andra språk än mongoliska.
Parallellt med detta skapades även tre andra skriftsystem – 'phags-pa, soyombo och horisontell fyrkantskrift – som hämtade sin inspiration från tibetansk skrift och lañdza. De utformades så att de förutom mongoliska även skulle kunna användas för att transkribera andra språk som tibetanska, sanskrit och kinesiska.
I början av 1900-talet bytte Mongoliet officiellt först till det latinska alfabetet och sedan kort därefter till det kyrilliska efter påtryckningar från Sovjetunionen. Efter revolutionen 1990 fanns det planer på att återinföra den klassiska mongoliska skriften men dessa förverkligades aldrig. 1992 började den läras ut under tredje året i mongoliska skolor men av kostnadsskäl lades projektet ner efter bara tre år.

## Mongolisk skrift
Huvudartikel: Mongolisk skrift
Efter att Djingis khan besegrat naimanerna kring år 1204 kidnappades den uiguriske skrivaren Tatar-Tonga av mongolerna. Han introducerade den uiguriska skriften och anpassade den för att skriva mongoliska. Den uiguriska skriften var dock dåligt lämpad för mongoliska och saknade bokstäver för många av dess språkljud. Lösningen blev att låta vissa bokstäver stå för flera olika språkljud. Trots denna brist är risken för tvetydigheter små och skriften används med små förändringar än idag.
Mongolisk skrift är ett äkta alfabet med separata bokstäver för både konsonanter och vokaler. Ett utmärkande drag är att den skrivs vertikalt från vänster till höger. I likhet med exempelvis arabisk skrift antar bokstäverna olika form beroende på om de befinner sig i initial, medial eller final ställning i ett ord. Ibland finns det ytterligare varianter som väljs för en bättre visuell harmoni med efterföljande bokstav.
Skriften finns även i en rätvinklig variant som bland annat återfinns på Mongoliets sedlar. 

### Galik
Galik-alfabetet eller ali-gali är en utökad variant av det mongoliska alfabetet. Det skapades 1587 av översättaren Ayuush Güüsh inspirerad av den tredje Dalai Lama Sonam Gyatso. Han lade till extra bokstäver för att kunna transkribera religiösa texter på tibetanska, sanskrit och senare även kinesiska. Vissa av dessa bokstäver används än i dag för att skriva utländska namn.

### Oiratisk klarskrift
År 1648 skapade den oiratiske munken Zaya Pandita Namkhaijamco denna variant med målet att föra det skrivna språket närmre det faktiska uttalet och även göra det lättare att transkribera tibetanska och sanskrit. Denna skrift användes av kalmuckerna i Ryssland fram till 1924 då den ersattes av den kyrilliska. I Xinjiang i Kina används den fortfarande av oiraterna. Det alternativa namnet todo-mongolisk skrift kommer från dess mongoliska namn todo bičig (тодо бичиг) som betyder just "klarskrift" och som syftar på den klara kopplingen mellan stavning och uttal.

### Vaghintaraskrift
En annan variant utvecklades år 1905 av en burjatisk munk kallad Agvan Dorzjijev. Namnet vaghintara eller vagindra kommer från sanskrit-varianten av hans namn. Målet var tänkt att minska tvetydigheterna och att förutom mongoliska och burjatiska även stödja ryska. Den största förändringen var dock avskaffandet av de olika positionsspecifika formerna av samma bokstav. Alla bokstäver baserades på de mediala formerna ur den ursprungliga skriften.

## 'Phags-pa
Huvudartikel: 'Phags-pa

'Phags-pa i olika stilar

'Phags-pa skapades ca 1269 av den tibetanska laman Drogön Chögyal Phagpa för kejsare Kublai Khan som en förenad skrift för alla språk inom Yuandynastin i Kina. Phagpa utökade sin egen tibetanska skrift så att den även täckte mongoliska och kinesiska. Försök att främja skriften misslyckades dock. Den föll ur bruk då dynastin störtades av Mingdynastin hundra år senare. Vissa forskare menar dock att den kan ha fungerat som inspiration till den koreanska skriften hangeul. 'Phags-pa kallas även fyrkantskrift och skrivs i likhet med den mongoliska skriften vertikalt.
'Phags-pa finns i flera olika varianter. Redan standardformen ger ett väldigt kantigt intryck. Den tibetanska formen består dock enbart av räta vinklar. I sigillformen å sin sida tar skriften formen av fyrkantiga ramar innehållande vågformade linjer och spiraler.

## Soyombo
Huvudartikel: Soyombo

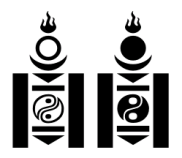
De två varianterna av soyombo-symbolen

Soyombo utvecklades år 1686 av Zanabazar, Mongoliets förste andlige ledare inom tibetansk buddhism, för att skriva mongoliska, tibetanska och sanskrit. Soyombo är dock alltför komplicerad för att användas för vardagliga syften. Den användes främst för att översätta buddhistiska texter från tibetanska och sanskrit samt för ceremoniella och dekorativa syften. Ett särskilt tecken kallat Soyombo-symbolen har blivit en nationalsymbol för Mongoliet och återfinns bland annat på landets flagga.

## Horisontell fyrkantskrift
Den horisontella fyrkantskriften återupptäcktes först 1801 och är även den skapad av Zanabazar. Den bygger till stor del på den tibetanska skriften och skrivs till skillnad från 'phags-pa horisontellt.

## Latinsk skrift
Det latinska alfabetet antogs officiellt den 1 februari 1941. Beslutet upphävdes mindre än två månader senare.

## Kyrillisk skrift
Det mongoliska kyrilliska alfabetet bygger på det ryska. Två extra bokstäver har lagts till för att skriva mongoliska: Ө och Ү som vanligtvis transkriberas ö och ü.

## Främmande skriftsystem

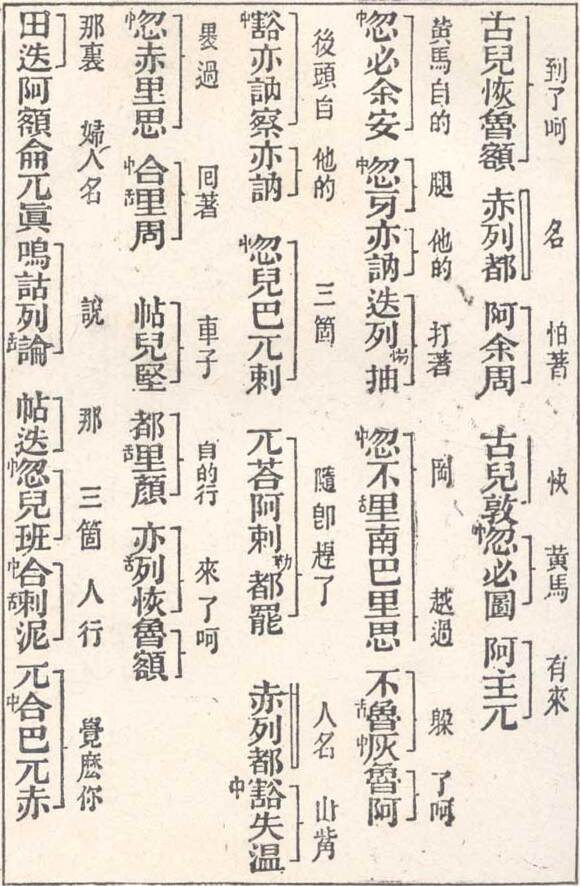
Mongoliska transkriberat med kinesiska tecken och med översättning till höger om varje kolumn

Före 1200-talet var det enda sättet att återge mongoliska i skrift att transkribera det med något främmande skriftsystem. Även under det stora mongolväldet fortsatte folk i erövrade områden att skriva med sina inhemska skriftsystem. Oftast skedde detta med kinesiska tecken. Exempelvis är de enda existerande kopiorna av Mongolernas hemliga historia skrivna på detta sätt. Undersåtar från mellanöstern som anställts för att utföra administrativa uppgifter använde ofta det arabiska eller det persiska_alfabetet för att skriva mongoliska.